# Pont-Arcy
Pont-Arcy és un municipi francès situat al departament de l'Aisne i a la regió dels Alts de França. L'any 2007 tenia 130 habitants.

## Demografia

### Població
El 2007 la població de fet de Pont-Arcy era de 130 persones. Hi havia 48 famílies de les quals 12 eren unipersonals (12 dones vivint soles i 12 dones vivint soles), 12 parelles sense fills, 20 parelles amb fills i 4 famílies monoparentals amb fills.
La població ha evolucionat segons el següent gràfic:
Habitants censats

### Habitatges
El 2007 hi havia 55 habitatges, 48 eren l'habitatge principal de la família, 5 eren segones residències i 2 estaven desocupats. Tots els 53 habitatges eren cases. Dels 48 habitatges principals, 35 estaven ocupats pels seus propietaris, 7 estaven llogats i ocupats pels llogaters i 6 estaven cedits a títol gratuït; 2 tenien una cambra, 3 en tenien dues, 4 en tenien tres, 11 en tenien quatre i 28 en tenien cinc o més. 31 habitatges disposaven pel capbaix d'una plaça de pàrquing. A 17 habitatges hi havia un automòbil i a 27 n'hi havia dos o més.

### Piràmide de població
La piràmide de població per edats i sexe el 2009 era:
| Homes | Edats   | Dones |
| ----- | ------- | ----- |
| 0     | 95 o +  | 0     |
| 0     | 90 a 94 | 0     |
| 0     | 85 a 89 | 0     |
| 0     | 80 a 84 | 0     |
| 0     | 75 a 79 | 0     |
| 0     | 70 a 74 | 5     |
| 8     | 65 a 69 | 4     |
| 0     | 60 a 64 | 0     |
| 0     | 55 a 59 | 4     |
| 8     | 50 a 54 | 0     |
| 4     | 45 a 49 | 8     |
| 9     | 40 a 44 | 4     |
| 5     | 35 a 39 | 0     |
| 5     | 30 a 34 | 8     |
| 4     | 25 a 29 | 4     |
| 0     | 20 a 24 | 0     |
| 0     | 15 a 19 | 8     |
| 8     | 10 a 14 | 4     |
| 4     | 5 a 9   | 12    |
| 0     | 0 a 4   | 0     |

## Economia
El 2007 la població en edat de treballar era de 82 persones, 54 eren actives i 28 eren inactives. De les 54 persones actives 47 estaven ocupades (27 homes i 20 dones) i 6 estaven aturades (3 homes i 3 dones). De les 28 persones inactives 8 estaven jubilades, 9 estaven estudiant i 11 estaven classificades com a «altres inactius».
Activitats econòmiques
Dels 2 establiments que hi havia el 2007, 1 era d'una empresa de fabricació d'altres productes industrials i 1 d'una empresa de transport.

## Poblacions més properes
El següent diagrama mostra les poblacions més properes.